# Kursk
Kursk (ryska: Ку́рск) är en stad i södra delen av europeiska Ryssland, och är den administrativa huvudorten för Kursk oblast. Folkmängden uppgår till cirka 435 000 invånare. Vid Kursk finns den stora Kurskanomalin, där stora mängder järnmalm gör kompasser opålitliga. Järngruvor finns i området.
Under Kejsardömet Ryssland var staden huvudort i guvernementet Kursk.
Staden är känd för pansarslaget vid Kursk i juli 1943 (som egentligen inte ägde rum i Kursk utan söder och norr därom), då Röda armén vann en dyrköpt men mycket viktig seger mot tyska styrkor.

## Administrativ indelning
Kursk är indelad i tre stadsdistrikt.
| Stadsdistrikt     | Invånarantal 9 oktober 2002 | Invånarantal 14 oktober 2010 |
| ----------------- | --------------------------- | ---------------------------- |
| Sejmskij          | 149 732                     | 147 419                      |
| Tsentralnyj       | 192 731                     | 200 346                      |
| Zjeleznodorozjnyj | 69 979                      | 67 394                       |
| TOTALT            | 412 442                     | 415 159                      |

## Kända personer från Kursk
- Aleksandr Povetkin, olympisk boxare
- Aleksandr Rutskoj, politiker och tidigare vicepresident under Boris Yeltsin
- Georgij Sviridov, kompositör
- Masja och Nastia Tolmatjova, sångerskor
- Serafim av Sarov, helgonförklarad munk och mystiker